# Deauville
Deauville (do.vilⓘ) es una localidad y comuna francesa situada en el departamento de Calvados, de la región de la Normandía.
Gracias a sus puertos, marinas, centro de conferencias, casino y hoteles de lujo, Deauville está considerada como la «reina» de las playas normandas.

## Hermanamientos
La ciudad de Deauville, departamento de Calvados, ha firmado vínculos de cooperación perdurables, en carácter de hermanamientos, con las siguientes ciudades:
- Pinamar, Argentina (enero de 2017)[3]

## Demografía
| 5051 | 5232 | 5664 | 4682 | 4261 | 4364 |
| Para los censos de 1962 a 1999 la población legal corresponde a la población sin duplicidades (Fuente: INSEE [Consultar]) |      |      |      |      |      |

## Historia
La primera referencia a Deauville aparece en el año 1060. En esa época la ciudad recibía el nombre de A Enilla y era más un núcleo de pescadores que una localidad. Se encontraba en la cima de una colina y algunas de las casas se construyeron cerca de la capilla de San Lorenzo. Gracias a su situación cercana a la costa, el pueblo contaba con un pequeño puerto en el río Touques de una cierta importancia.
En 1858, el doctor Oliffe, que poseía una villa en Trouville, decidió crear un centro de esparcimiento en medio del desierto de dunas de arena. En 1862 se colocó la primera piedra del actual Deauville. El duque compró 2,4 km² de tierras pantanosas y dunas por 800.000 francos. El río Touques seguía sin canalizar, pero durante el Segundo Imperio, la marea baja permitió la construcción de muros. En los años 1860, las visitas de Napoleón III a la costa de Normandía convirtieron a la zona en lugar de moda, y pronto aparecieron los especuladores que empezaron a desarrollar las infraestructuras necesarias para acomodar a los miembros de la corte imperial y a la creciente burguesía parisina. El tren llegó a Trouville en 1863 y mediante esta estación los pasajeros llegaban a Deauville en un viaje de seis horas desde París. El puerto se construyó en 1866.
El Duque de Morny, que poseía influencia en la corte, convenció a la aristocracia de que las estancias en la costa eran beneficiosas para la salud. Se construyeron casas, incluso palacios, en la zona. Muy pronto llegaron los hoteles y un casino, que provocó la llegada de los turistas ricos. Más tarde se construyó el hipódromo de Deauville (el Hippodrome de la Touques).
Deauville sufrió duramente la Primera Guerra Mundial. Durante la Segunda Guerra Mundial, la mayoría de las propiedades de ocio fueron confiscadas por las tropas alemanas de ocupación. En la década de 1960, el turismo empezó a decrecer en la ciudad aunque sigue siendo uno de los destinos favoritos de los ricos. La ciudad fue uno de los escenarios principales de la aclamada película Un hombre y una mujer.
Los días 26 y 27 de mayo de 2011, el municipio albergó la 37.ª Cumbre del G8.